# Тернали (Шуахевский муниципалитет)
Тернали (груз. თერნალი) — село в Грузии, на территории Шуахевского муниципалитета автономной республики Аджария.

## География
Село находится в юго-западной части Грузии, к северу от реки Аджарисцкали, на расстоянии 2 километров (по прямой) к северу от посёлка городского типа Шуахеви, административного центра муниципалитета. Абсолютная высота — 1203 метра над уровнем моря.

## Население
По результатам официальной переписи населения 2014 года, в Тернали проживало 76 человек (39 мужчин и 37 женщин). В национальной структуре населения грузины составляли 100 %.
| Год  | Население, человек |
| ---- | ------------------ |
| 2002 | 91                 |
| 2014 | ↘ 76               |